# Годінешть (Хунедоара)
Годінешть, Годінешті (рум. Godinești) — село у повіті Хунедоара в Румунії. Входить до складу комуни Зам.
Село розташоване на відстані 330 км на північний захід від Бухареста, 33 км на північний захід від Деви, 116 км на південний захід від Клуж-Напоки, 105 км на схід від Тімішоари.

## Населення
За даними перепису населення 2002 року у селі проживали 192 особи, усі — румуни. Усі жителі села рідною мовою назвали румунську.